# Episodi di The I-Land
I 7 episodi  della miniserie televisiva The I-Land sono stati pubblicati a livello internazionale il 12 settembre 2019 su Netflix.
| n° | Titolo originale          | Titolo italiano                | Pubblicazione USA | Pubblicazione Italia |
| -- | ------------------------- | ------------------------------ | ----------------- | -------------------- |
| 1  | Brave New World           | Dolce mondo nuovo              | 12 settembre 2019 | 12 settembre 2019    |
| 2  | The Gorgeous Palaces      | I palazzi magnifici            | 12 settembre 2019 | 12 settembre 2019    |
| 3  | The Insubstantial Pageant | L'insostanziale visione        | 12 settembre 2019 | 12 settembre 2019    |
| 4  | Many Goodly Creatures     | Quali creature mirabili        | 12 settembre 2019 | 12 settembre 2019    |
| 5  | The Cloud Capp'd Towers   | Le torri dalle nubi incoronate | 12 settembre 2019 | 12 settembre 2019    |
| 6  | The Great Globe Itself    | L'intero globo stesso          | 12 settembre 2019 | 12 settembre 2019    |
| 7  | The Dark Backward         | L'oscuro baratro               | 12 settembre 2019 | 12 settembre 2019    |

## Dolce mondo nuovo
- Diretto da Neil LaBute
- Scritto da Neil LaBute

### Trama
Dieci persone si risvegliano su un'isola tropicale senza il ricordo di chi sono e di come sono arrivati lì. Il gruppo si unisce e inizia ad adattarsi alla vita sull'isola. Mentre Chase e Brody iniziano a perlustrare l'isola gli altri fanno un bagno nel mare ma all'improvviso arriva uno squalo che divora Donovan. Nel frattempo Chase e Brody trovano una cascata e si danno un bacio ma Brody va oltre e cerca di violentare Chase che però riesce ad allontanarlo e a scappare. Alla fine sia Chase che Brody tornano dagli altri che avvisano della morte di Donovan. Chase accusa Brody di aver cercato di violentarla ma nessuno le crede. All'improvviso riappare Donovan che è ancora vivo ma in condizione critiche mentre Mason e Hayden scoprono che tra i loro corpi ci sono 39 passi precisi. Inoltre il gruppo scopre un cartello che dice:"TROVA LA VIA DEL RITORNO". Per Chase è un segno ma per gli altri non significa niente. Tutti iniziano a considerare Chase una pazza e per questo la abbandonano. Chase, dalla rabbia, spacca la conchiglia che aveva trovato quando si era svegliata sull'isola.